# Église Saint-Antoine de Goualade
Pour les articles homonymes, voir Église Saint-Antoine.
L'église Saint-Antoine est une église catholique située dans la commune de Goualade, dans le département de la Gironde, en France.

## Localisation
L'église se trouve au cœur du village, le long de la route départementale D12 (Lerm-et-Musset puis Bazas au nord-nord-ouest et Saint-Michel-de-Castelnau au sud-est).

## Historique
Construite à l'origine au XIIe siècle, l'église se compose d'une nef romane voûtée en berceau continuée à l'est par un chœur de la même époque abritant un maître-autel et un retable en bois sculpté remarquables ; les bas-côtés, voûtés d'ogives, en sont du XVIe siècle, de style gothique ; l'édifice est inscrit en totalité au titre des monuments historiques par arrêté du 24 décembre 1925.

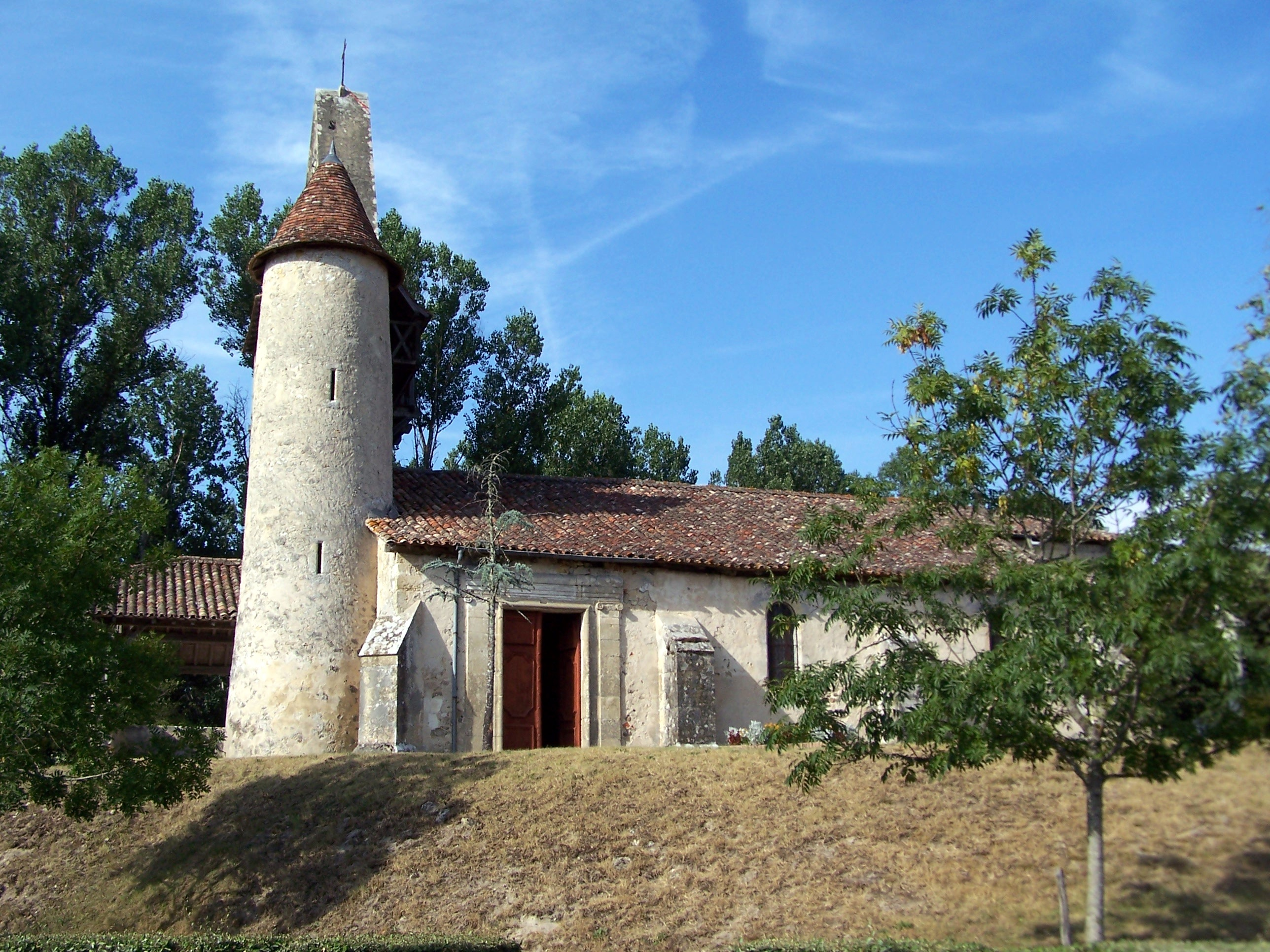
Vue latérale sud (août 2012)
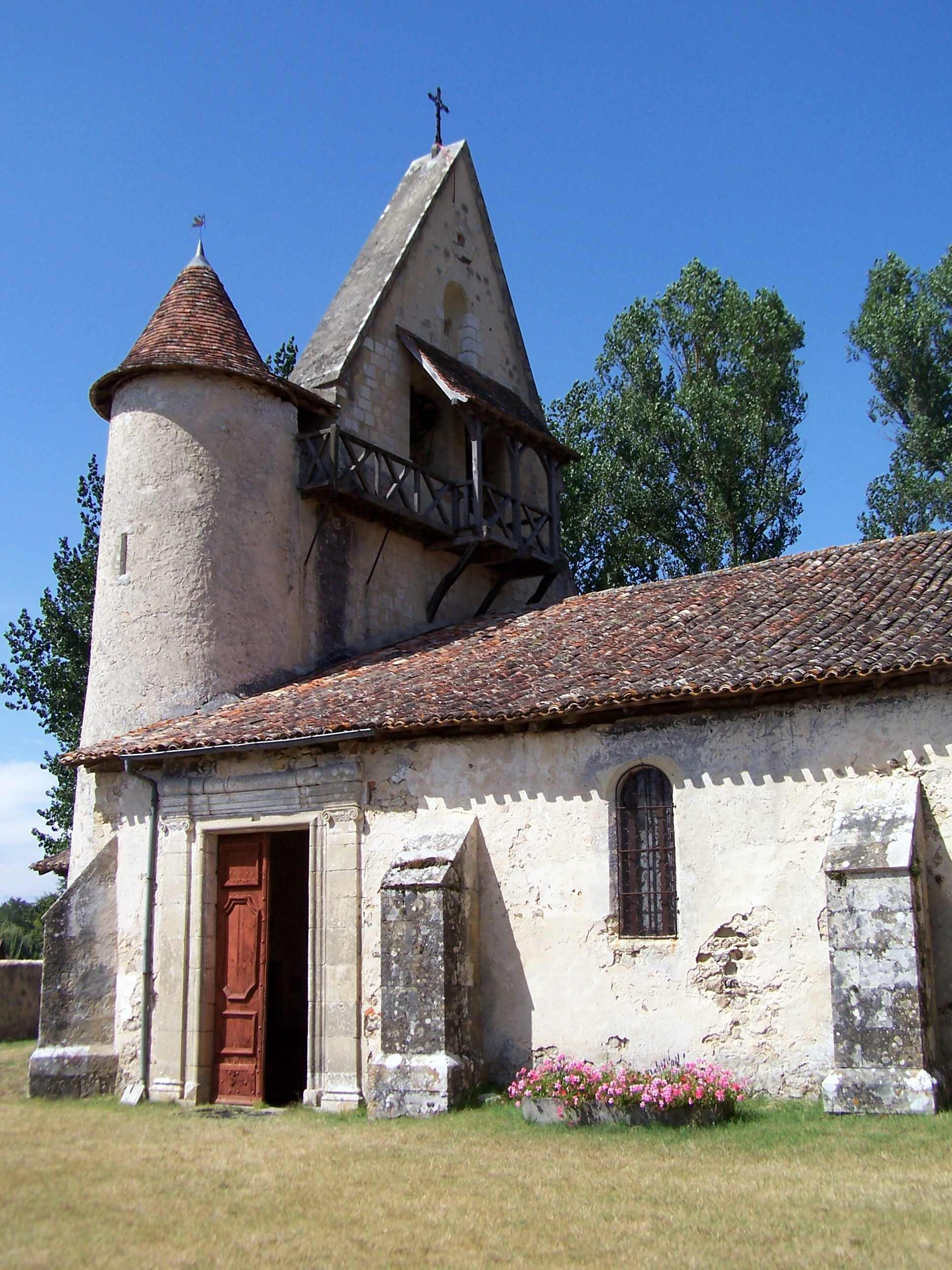
Façade sud et clocher (août 2012)
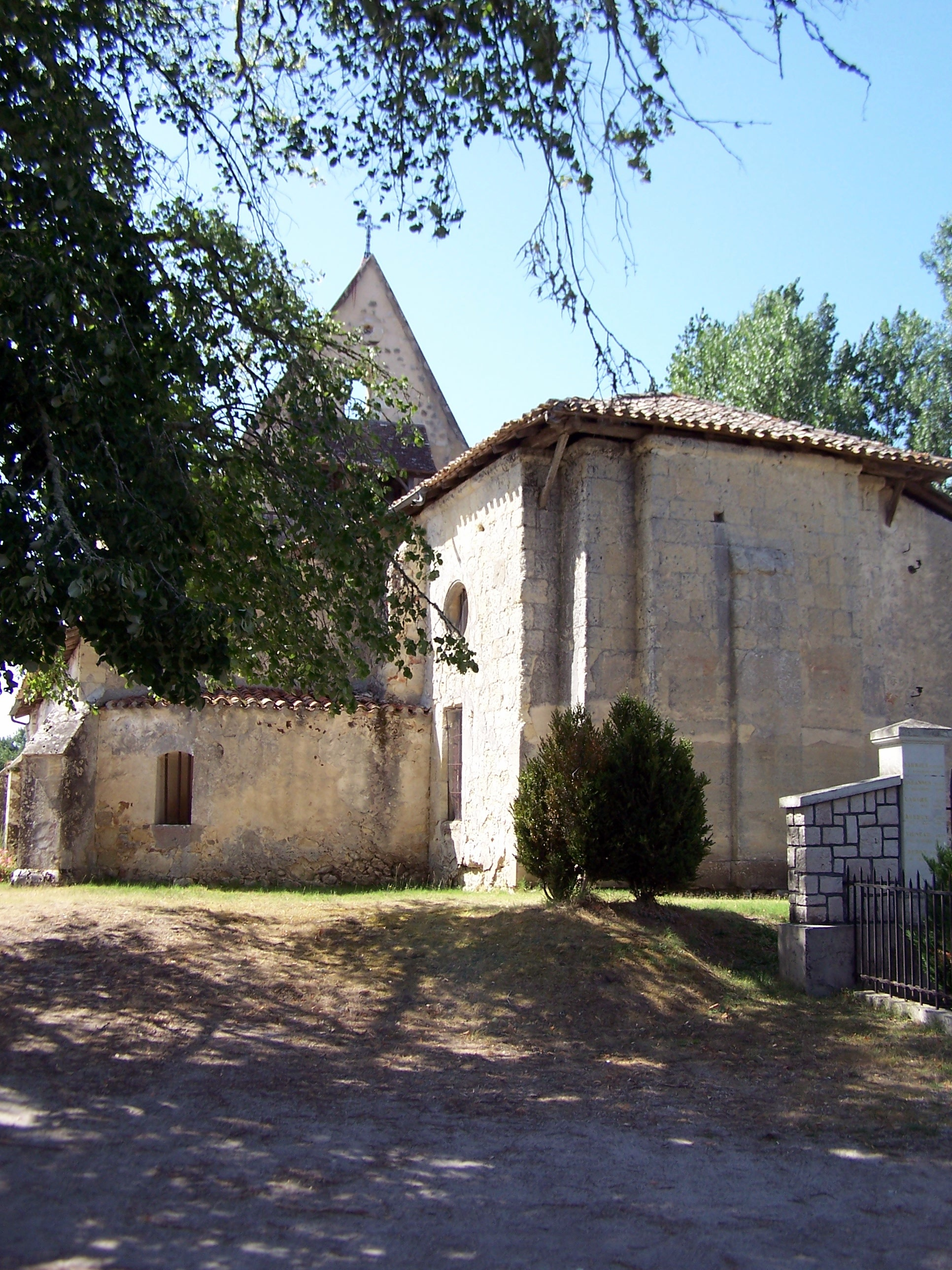
Le chevet, vue sud-est (août 2012)
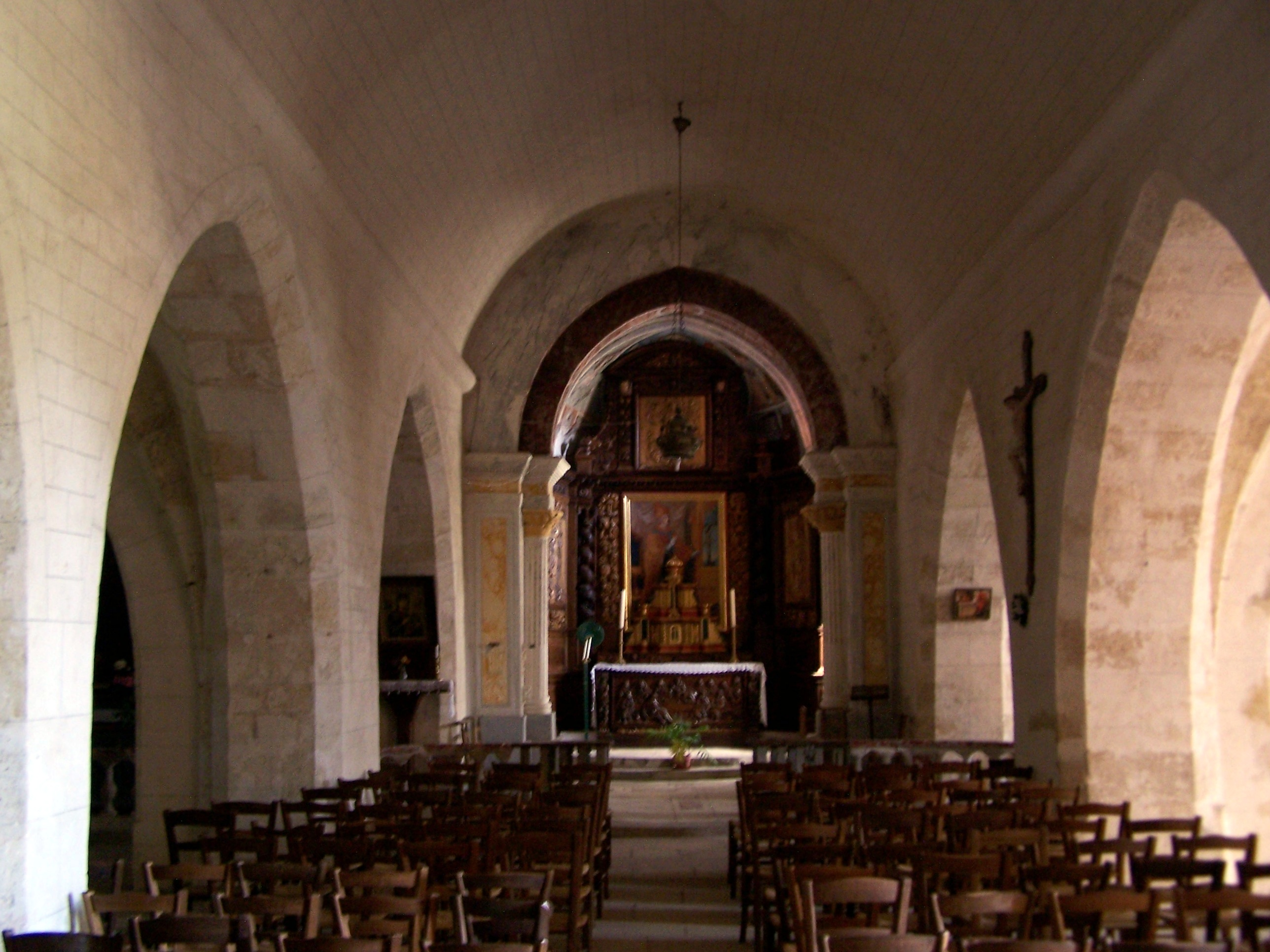
La nef et le chœur (août 2012)
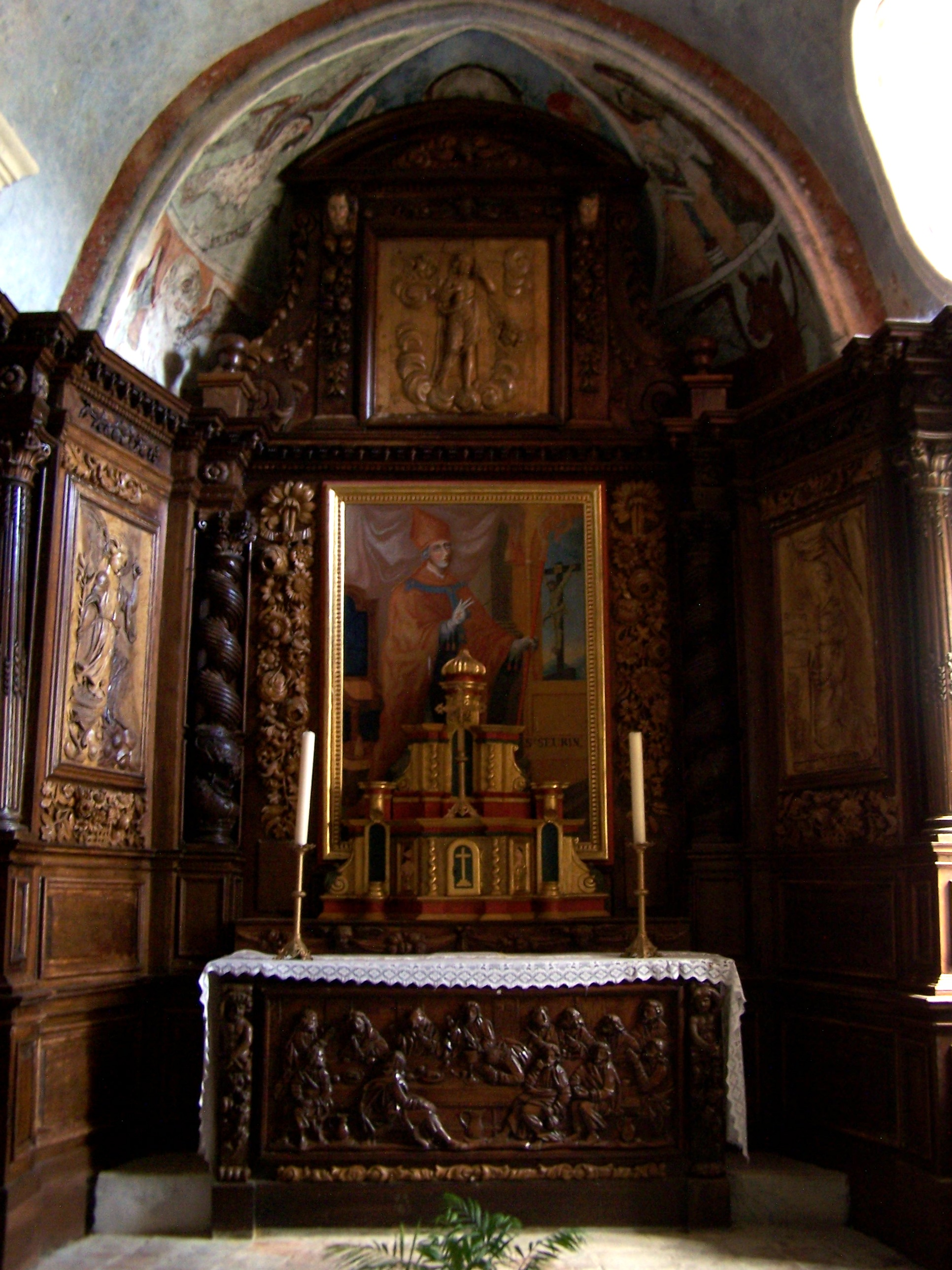
Maître-autel et retable sculpté (août 2012)
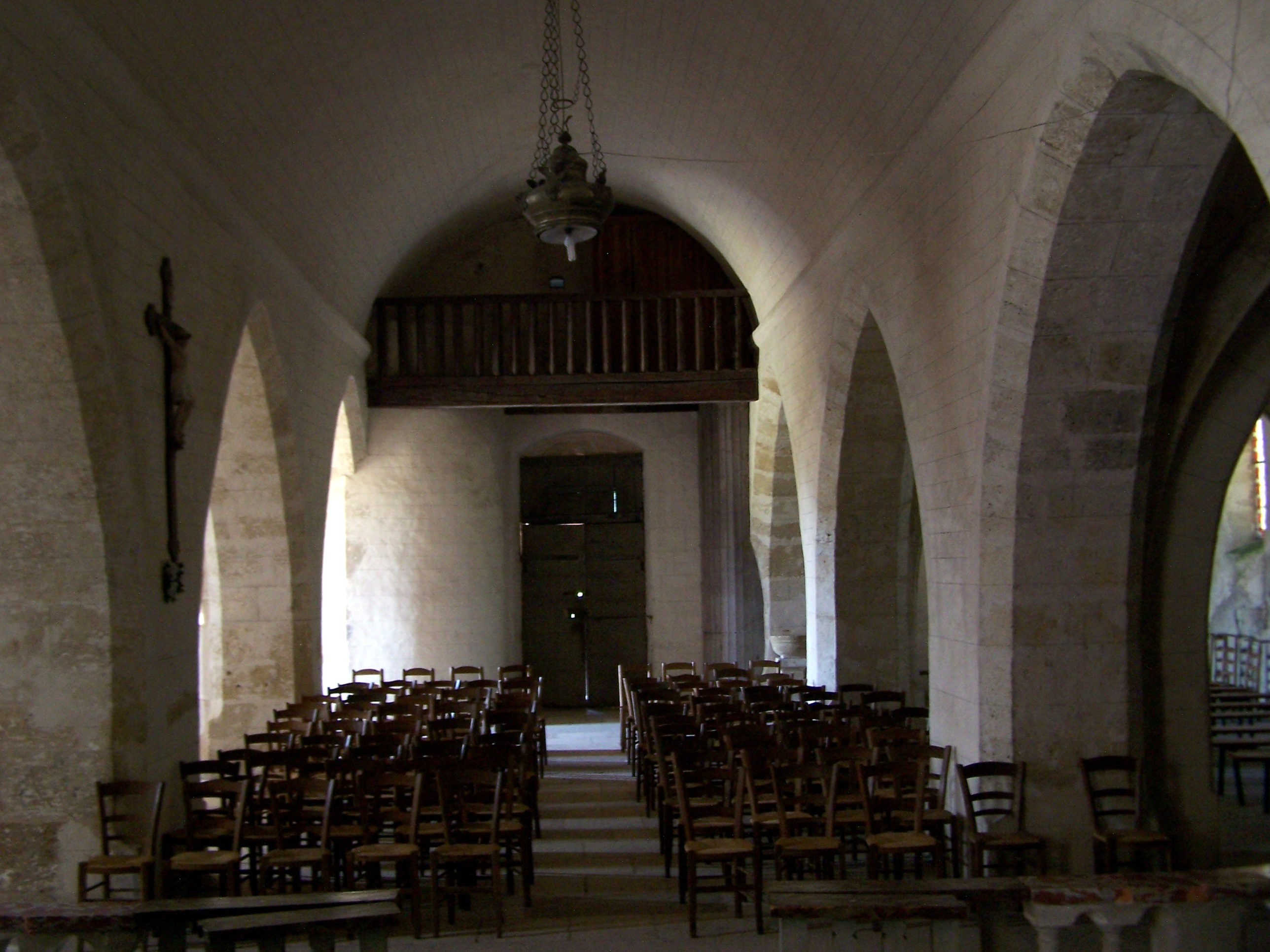
La nef vue du chœur (août 2012)